# وزارة الزراعة والتنمية الريفية (إسرائيل)
وزارة الزراعة  والأمن الغذائي هي الوزارة المسؤولة عن السياسة الزراعية وشؤون الثروة الحيوانية بإسرائيل ويتولى رئاستها عضو الكنيست يائير شامير.

## أهداف الوزارة
- تنمية وتنويع الإنتاجية الزراعية والحيوانية والسمكية .
- إجراء الأبحاث التطويرية للثروات الحيوانية والسمكية والزراعية
- تقديم الخدمات العلاجية والوقائية للثروة الحيوانية والنباتية
- تقييم الأراضي الزراعية وتصنيفها وإستصلاحها وإستغلالها للزراعة

## وصلات خارجية
الموقع الرسمي لوزارة الزراعة  والأمن الغذائي